# جولييت بينوش
جولييت بينوش (بالفرنسية: Juliette Binoche)، ولدت في 9 مارس 1964 في باريس، هي ممثلة فرنسية حصلت علي جائزة الأوسكار عن دورها الثانوي بفيلم المريض الإنكليزي، كما رشحت للأوسكار عن دورها الرئيسي بفيلم شوكولا والذي شاركها في بطولته أيقونة السينما جوني ديب.

## بدايتها
ولدت جوليين بينوش في باريس في 9 مارس 1964 لوالد يعمل في إخراج الأفلام ووالدة ممثلة، وفي سن الخامسة عشرة، أرسلها والدها إلى مدرسة ثانوية متخصصة لدراسة الفنون ثم التحقت بالكونسرفتوار الوطني للفنون الدرامية في باريس.
في سن الثامنة عشرة، حصلت على دور بسيط في فيلم (Liberty Belle) وعملت بعدها على تطوير مسيرتها فشغلت وظيفة موديل لأحد الرسامين وبائعة في أحد المتاجر التنويعية.

## مشوارها الفني
في سنها الرابع والعشرين حصلت جولييت على فرصتها الأولى للمشاركة في فيلم كبير عندما حصلت على دور في فيلم “خفة الوجود التي لا تطاق” عام 1988، الذي أخرجه فيليب كوفمان وقد أظهرت بينوش أداء رائعا في هذا الفيلم كانت نتيجته حصولها على المديح من النقاد إلى جانب العروضات للعب الأدوار الرئيسية في مجموعة من الأفلام الأخرى بما في ذلك الجزء الأول من ثلاثية المخرج كريستوف كييسلوفسكي الشهيرة «ثلاثية الألوان: أزرق» عام 1993، الذي نالت عن دورها فيه جائزة سيزر لأفضل ممثلة.
وشهد العام 1996 حدثا مميزا بالنسبة إلى جولييت بينوش، فقد فازت بجائزة الأوسكار لأفضل ممثلة ثانوية عن دورها كممرضة كندية تدعى هانا تعتني بإنسان غريب أثناء الحرب العالمية الثانية في فيلم المريض الإنكليزي، وفي العام 2000 ترشحت بينوش لنيل جائزة الأوسكار لأفضل ممثلة رئيسية عن دورها في فيلم شوكولا المقتبس عن رواية الكاتبة جوان هاريس، ومن إخراج لاسي هالستروم، لكن الجائزة كانت من نصيب جوليا روبرتس. وتعتبر جولييت بينوش الممثلة الأغلى ثمنا في تاريخ فرنسا.
يعتبر فيلم شوكولا وفيلم المريض الإنكليزي والجزء الأول من ثلاثة ألوان أفضل وأشهر ثلاثة أفلام في مسيرتها الفنية.

## الترشيحات للجوائز
- الترشيحات لجائزة الأوسكار:
  - أفضل ممثلة مساعدة عام 1997 عن فيلم The English Patient وفازت بها
  - أفضل ممثلة رئيسية عام 2001 عن فيلم Chocolat
- الترشيحات لجائزة الجولدن جلوب:
  - أفضل ممثلة درامية عام 1994 عن فيلم Trois couleurs: Bleu
  - أفضل ممثلة مساعدة عام 1997 عن فيلم The English Patient
  - أفضل ممثلة كوميدية أو موسيقية عام 2001 عن فيلم Chocolat

## حياتها الشخصية
أنجبت جوليين بينوش ابنا من الغطاس المحترف أندريه هال أسمته رافاييل وابنة من الممثل الفرنسي بنوا ماجيمل أسمتها هانا.

## أعمالها
| سنة  | أعمال                               | الدور/الوظيفة             |
| ---- | ----------------------------------- | ------------------------- |
| 2019 | الحقيقة                             | لومير                     |
| 2019 | من تظن أنني هي                      |                           |
| 2018 | حياة في الفضاء                      | د. ديبس                   |
| 2018 | رؤية                                |                           |
| 2017 | شبح في الهيكل                       | د. أوليت                  |
| 2017 | مثل الأم، مثل الابنة                | مادو                      |
| 2016 | 76 دقيقة و15 ثانية مع عباس كيارستمي | فيلم وثائقي/تسجيلي بنفسها |
| 2016 | خليج راكد                           | أودي فان بيتيجام          |
| 2015 | الـ 33                              |                           |
| 2015 | الانتظار                            | آنا                       |
| 2015 | لا أحد يريد الليلة                  |                           |
| 2014 | جودزيلا                             | والدة فورد                |
| 2014 | غيوم سليس ماريا                     | ماريا إندرز               |
| 2013 | كلمات وصور                          | دينا ديلسانتو             |
| 2013 | ليلة سعيدة لآلف مرة                 | ريبيكا                    |
| 2012 | المدينة العالمية                    | ديدي فانشر                |
| 2012 | كاميل كلوديل 1915                   | كاميل كلوديل              |
| 2011 | إبن لا أحد                          | لورين بريدج               |
| 2011 | هن                                  | آن                        |
| 2010 | نسخة موثقة                          |                           |
| 2007 | انفصال                              |                           |
| 2007 | دان في الحياة الحقيقية              | ماري                      |
| 2006 | باريس أنا احبك                      |                           |
| 2006 | كسر ودخول                           | أميرة                     |
| 2005 | مخبأ                                | آن لوران                  |
| 2005 | موسم النحل                          | ميريام                    |
| 2004 | مسقط رأسي                           | آنا مالان                 |
| 2002 | اضطراب الرحلات الجوية               | روز                       |
| 2000 | أرملة سان بيير                      | بولين                     |
| 2000 | شوكولا                              | فيان روشر                 |
| 1998 | أليس ومارتن                         |                           |
| 1996 | المريض الإنجليزي                    | هنا                       |
| 1992 | تلف                                 | آنا بارتون                |
| 1991 | المحبون على الجسر                   | ميشيل                     |
| 1988 | خفة الكائن التي لا تحتمل            | تيريزا                    |
| 1986 | الليل في أوله                       | آنا                       |
| 1985 | راندفو                              |                           |

## وصلات خارجية
- جولييت بينوش على موقع IMDb (الإنجليزية)
- جولييت بينوش على موقع ميتاكريتيك (الإنجليزية)
- جولييت بينوش على موقع الموسوعة البريطانية (الإنجليزية)
- جولييت بينوش على موقع روتن توميتوز (الإنجليزية)
- جولييت بينوش على موقع مونزينجر (الألمانية)
- جولييت بينوش على موقع قاعدة بيانات الأفلام العربية
- جولييت بينوش على موقع ألو سيني (الفرنسية)
- جولييت بينوش على موقع ميوزك برينز (الإنجليزية)
- جولييت بينوش على موقع أول موفي (الإنجليزية)
- جولييت بينوش على موقع قاعدة بيانات برودواي على الإنترنت (الإنجليزية)